# Nick Offerman
Nicholas David Offerman, detto Nick (Minooka, 26 giugno 1970), è un attore e scrittore statunitense, conosciuto per il ruolo di Ron Swanson nella serie TV dell'NBC, Parks and Recreation.

## Biografia
Offerman è nato e cresciuto a Minooka nell'Illinois. Suo padre, Ric, ha insegnato studi sociali in una scuola media nella vicina Channahon. Nel 1993 ha ricevuto un Bachelor of Fine Arts presso l'Università dell'Illinois. Nello stesso anno fonda con un gruppo di amici il Defiant Theatre, compagnia teatrale con sede a Chicago. Durante la metà degli anni novanta Offerman ha vissuto a Chicago dove si è esibito con diverse compagnie teatrali come la Goodman Theatre e la Steppenwolf Theatre Company, presso la quale ha lavorato anche come coreografo e carpentiere. Durante questo periodo conobbe Amy Poehler, la quale era profondamente coinvolta nella scena del teatro d'improvvisazione di Chicago.
Nel 2003 sposa l'attrice di Will & Grace Megan Mullally. Nello stesso periodo inizia ad apparire in televisione: interpreta il ruolo di un idraulico nella quarta stagione di Will & Grace e di un operaio nella serie tv George Lopez. Appare, inoltre, in tre episodi di 24, in un episodio di West Wing - Tutti gli uomini del Presidente, in Una mamma per amica, in Deadwood e in Detective Monk. Nel 2009 gli viene offerto un ruolo nella serie tv dell'NBC Parks and Recreation, in cui interpreta Ron Swanson, un antigovernativo dipendente statale. Riguardo al suo personaggio, la rivista Slate ha affermato che «è l'arma segreta di Parks and Recreation».
Offerman è apparso in film come November (2004), Cursed - Il maleficio (2005), Miss F.B.I. - Infiltrata speciale (2005), Sin City (2005), L'uomo che fissa le capre (2009), The Kings of Summer (2013) e Come ti spaccio la famiglia (2013), oltre ad aver doppiato il barbacciaio in The LEGO Movie e Varvatos Vex in 3 in mezzo a noi - I racconti di Arcadia. Offerman interpreta anche il ruolo di Karl Weathers nella seconda stagione di Fargo (2015).

## Filmografia parziale

### Attore

#### Cinema
- City of Angels - La città degli angeli (City of Angels), regia di Brad Silberling (1998)
- Lush, regia di Mark Gibson (1999)
- Cursed - Il maleficio (Cursed), regia di Wes Craven (2005)
- Miss F.B.I. - Infiltrata speciale (Miss Congeniality 2: Armed & Fabulous), regia di John Pasquin (2005)
- Sin City, regia di Robert Rodríguez, Frank Miller e Quentin Tarantino (2005)
- Wristcutters - Una storia d'amore (Wristcutters: A Love Story), regia di Goran Dukić (2006)
- L'uomo che fissa le capre (The Men Who Stare at Goats), regia di Grant Heslov (2009)
- Taking Chances - Due cuori e un casinò (Taking Chanses), regia di Talmage Cooley (2009)
- Love & Secrets (All Good Things), regia di Andrew Jarecki (2010)
- 21 Jump Street, regia di Phil Lord e Christopher Miller (2012)
- The Kings of Summer, regia di Jordan Vogt-Roberts (2013)
- Come ti spaccio la famiglia (We're the Millers), regia di Rawson Marshall Thurber (2013)
- Paradise, regia di Diablo Cody (2013)
- In a World... - Ascolta la mia voce (In a World...), regia di Lake Bell (2013)
- 22 Jump Street, regia di Phil Lord e Christopher Miller (2014)
- Quel fantastico peggior anno della mia vita (Me & Earl & the Dying Girl), regia di Alfonso Gomez-Rejon (2015)
- Knight of Cups, regia di Terrence Malick (2015)
- Welcome to Happiness, regia di Oliver Thompson (2015)
- A spasso nel bosco (A walk in the Woods), regia di Ken Kwapis (2015)
- The Founder, regia di John Lee Hancock (2016)
- The Little Hours, regia di Jeff Baena (2017)
- The Hero - Una vita da eroe (The Hero), regia di Brett Haley (2017)
- Nostalgia, regia di Mark Pellington (2018)
- Hearts Beat Loud, regia di Brett Haley (2018)
- 7 sconosciuti a El Royale (Bad Times at the El Royale), regia di Drew Goddard (2018)
- Lucy in the Sky, regia di Noah Hawley (2019)
- Dumb Money, regia di Craig Gillespie (2023)
- Origin, regia di Ava DuVernay (2023)
- Civil War, regia di Alex Garland (2024)
- Mission: Impossible - The Final Reckoning, regia di Christopher McQuarrie (2025)

#### Televisione
- E.R. - Medici in prima linea (ER) – serie TV, episodio 4x01 (1997)
- Will & Grace – serie TV, episodi 4x10-9x08 (2001-2018)
- Una mamma per amica (Gilmore Girls) – serie TV, episodi 4x07-6x04 (2003-2005)
- Detective Monk (Monk) – serie TV, episodio 3x15 (2005)
- Parks and Recreation – serie TV, 124 episodi (2009-2015)
- You, Me And The Apocalypse – miniserie TV, puntata 03 (2015)
- Fargo – serie TV, 5 episodi (2015)
- Brooklyn Nine-Nine – serie TV, episodio 3x08 (2015)
- I Muppet (The Muppets) – serie TV, episodio 1x03 (2015)
- Good Omens – serie TV, episodi 1x01-1x04 (2019)
- Devs, regia di Alex Garland – miniserie TV, 8 puntate (2020)
- Pam & Tommy – miniserie TV, 5 puntate (2022)
- Ragazze vincenti - La serie (A League of Their Own) – serie TV, 3 episodi (2022)
- The Last of Us – serie TV, episodio 1x03 (2023)
- The Umbrella Academy - serie TV, 6 episodi (2024)

#### Videoclip
- Cocaine – Fidlar (2013)
- Make You Better – The Decemberists (2014)

### Doppiatore
- The Gunfighter, regia di Eric Kissack – cortometraggio (2014)
- The LEGO Movie, regia di Phil Lord e Christopher Miller (2014)
- I Simpson (The Simpsons) – serie animata, episodio 26x02 - 32x17 (2014-2021)
- L'era glaciale - In rotta di collisione (Ice Age: Collision Course), regia di Mike Thurmeier (2016)
- Comrade Detective – serie TV, 5 episodi (2017)
- The LEGO Movie 2 - Una nuova avventura (The Lego Movie 2: The Second Part), regia di Mike Mitchell (2019)
- Sing 2 - Sempre più forte, regia di Garth Jennings (2021)
- I Puffi - Il film (Smurfs), regia di Chris Miller (2025)
- Pesce Pescione (The Pout-Pout Fish), regia di Ricard Cussó (2025)

## Doppiatori italiani
Nelle versioni in italiano delle opere in cui ha recitato, Nick Offerman è stato doppiato da:
- Massimo De Ambrosis in Love & Secrets, Will & Grace (ep. 9x08), Colin in bianco e nero, The Great North, Civil War
- Alessandro Budroni in Brooklyn Nine-Nine, Pam & Tommy, Ragazze vincenti - La serie
- Massimo Milazzo in Will & Grace (ep. 4x10), 24
- Roberto Stocchi in Una mamma per amica, Parks and Recreation
- Paolo Marchese in 21 Jump Street, 22 Jump Street
- Franco Mannella in Quel fantastico peggior anno della mia vita, Buon Natale da Candy Cane Lane
- Stefano Mondini in Taking Chances - Due cuori e un casinò, Fargo
- Andrea Lavagnino in Come ti spaccio la famiglia, I Muppet
- Giorgio Locuratolo in Detective Monk
- Achille D'Aniello in CSI: NY
- Giorgio Bonino in Wristcutters - Una storia d'amore
- Massimo Rossi in Smashed
- Luigi Ferraro in The Founder
- Edoardo Stoppacciaro in Danny Collins - La canzone della vita
- Simone Mori in A spasso nel bosco
- Roberto Draghetti in 7 sconosciuti a El Royale
- Riccardo Rovatti in Lucy in the Sky
- Stefano Alessandroni in Good Omens
- Fabio Boccanera in The Last of Us
- Marco Mete in The Umbrella Academy
- Fabrizio Vidale in Mission: Impossible - The Final Reckoning

Da doppiatore è sostituito da:
- Edoardo Stoppacciaro in The LEGO Movie, The LEGO Movie 2 - Una nuova avventura
- Carlo Scipioni in Sing, Sing 2 - Sempre più forte
- Ambrogio Colombo in 3 in mezzo a noi - I racconti di Arcadia, Trollhunters - L'ascesa dei Titani
- Roberto Draghetti in L'era glaciale - In rotta di collisione
- Riccardo Lombardo in Gravity Falls
- Francesco De Francesco in I Puffi - il film